# Pleine Lune (Buffy)
Pour les articles homonymes, voir Pleine lune (homonymie).
Pleine Lune est le 15e épisode de la saison 2 de la série télévisée Buffy contre les vampires.

## Résumé
Un loup-garou attaque Alex et Cordelia. Buffy et Giles enquêtent et essaient de le trouver pour le capturer sans le tuer, car il n'est pas responsable, ni même informé de sa situation. Au cours d'une patrouille, ils font la connaissance de Cain, qui chasse le loup-garou pour sa fourrure. Le loup-garou échappe une première fois à Buffy, qui se sent coupable quand le corps d'une lycéenne, Theresa, est retrouvé le lendemain. De son côté, Oz se réveille nu dans la forêt et apprend par sa tante que son petit cousin, qui l'a mordu récemment, est un loup-garou.
En allant voir le corps de Theresa, Buffy et Alex s'aperçoivent qu'elle a en fait été changée en vampire par Angelus et ils la tuent. Willow va quant à elle voir Oz pour tenter de faire avancer leur relation mais il se transforme alors en loup-garou et commence à la poursuivre. Buffy et Giles de leur côté et Cain du sien traquent le loup-garou mais c'est Willow qui finit par l'endormir avec un fusil tranquillisant alors que Buffy chasse Cain de Sunnydale. Le lendemain, Willow dit à Oz que sa condition de loup-garou ne change rien pour elle et tous les deux partagent leur premier baiser.